# The Girl of the Secret Service
The Girl of the Secret Service est un film muet américain réalisé par Francis Ford et sorti en 1915.

## Fiche technique
- Réalisation : Francis Ford
- Scénario : Grace Cunard, d'après une histoire de Florence M. Higgins
- Durée : 20 minutes
- Date de sortie :  États-Unis : 2 février 1915

## Distribution
- Grace Cunard
- Francis Ford